# Alexander Girardi

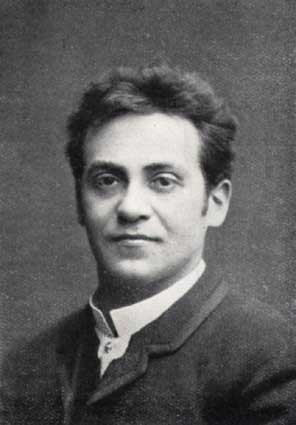
Alexander Girardi

Alexander Girardi (* 5. Dezember 1850 in Graz; † 20. April 1918 in Wien) war ein österreichischer Schauspieler und Operettensänger (Tenor).

## Leben

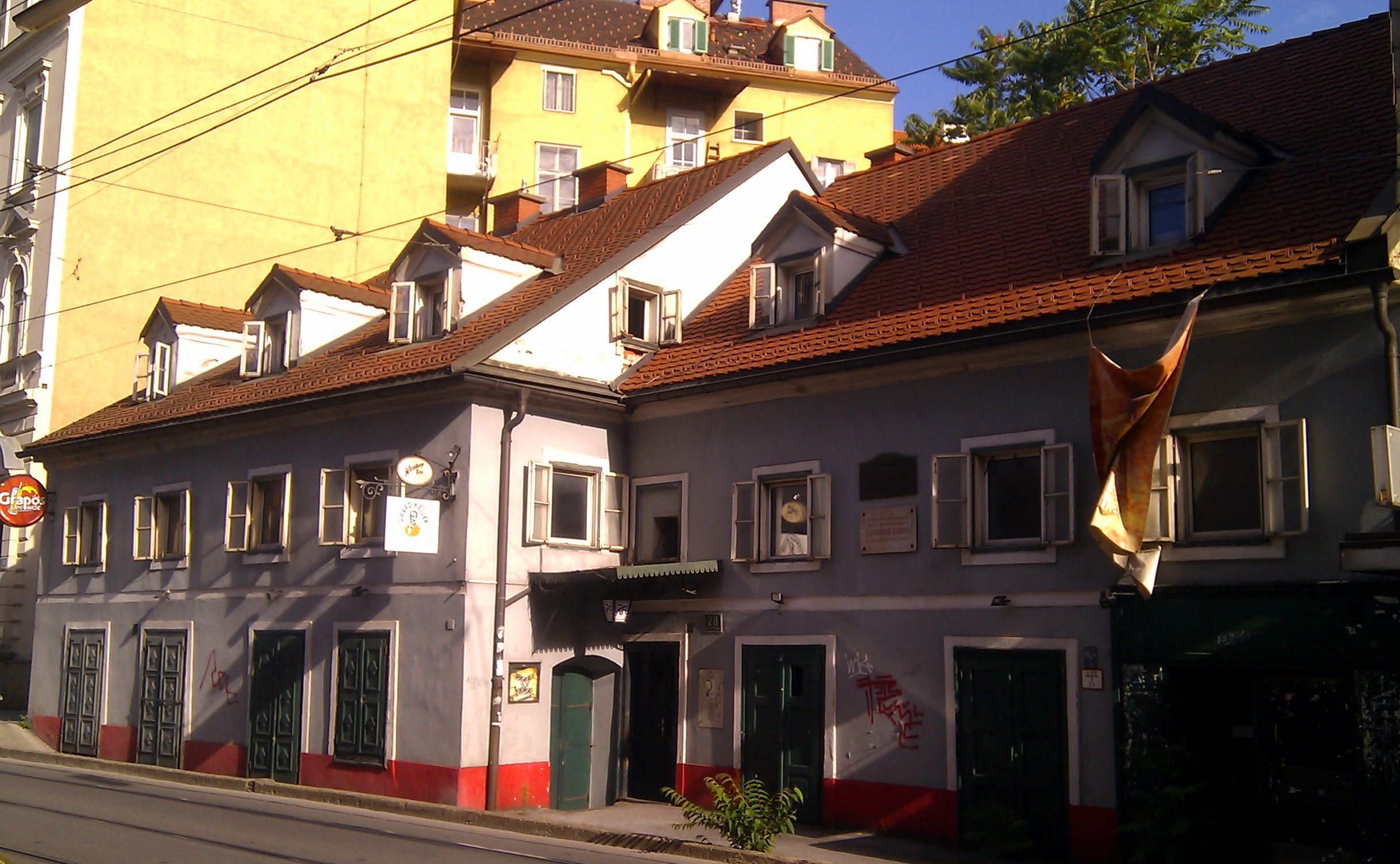
Alexander Girardis Geburtshaus (Leonhardstraße 28 in Graz; 2011)

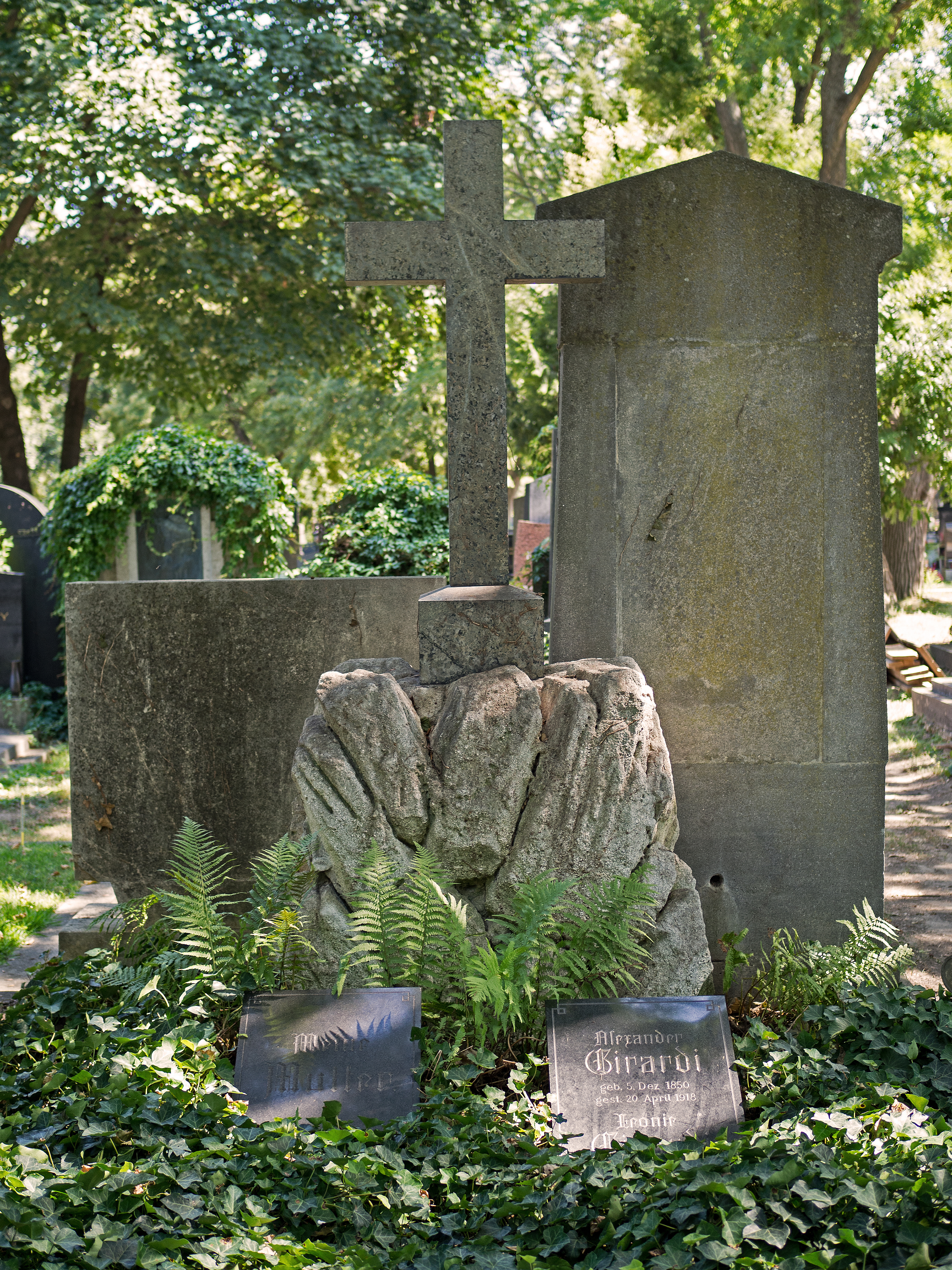
Grab von Alexander Girardi auf dem Wiener Zentralfriedhof

Alexander Girardi wurde als Sohn des aus Cortina d’Ampezzo stammenden Schlossermeisters Andreas Girardi in der Leonhardstraße 28 in Graz geboren. Nach dem frühen Tod seines Vaters wuchs er beim Stiefvater auf, welcher ihn eine Schlosserlehre absolvieren ließ. Gegen dessen Willen trat er der Laienspielgruppe Die Tonhalle bei, wo sein Talent entdeckt wurde. Am Kaiser-Franz-Josef-Kai 50 gibt es noch das heute leerstehende Biedermeiertheater des Grazer Gesellenvereins, in dem Girardi das erste Mal als Schauspieler aufgetreten ist. 1871 erhielt er ein Engagement am Wiener Strampfer-Theater. Dort war er häufig der Partner von Josefine Gallmeyer.

Alexander Girardi und seine beiden Theaterdirektoren am Theater an der Wien: Alexandrine von Schönerer und Camillo Walzel

1874 wechselte Girardi ans Theater an der Wien, dem er 22 Jahre lang treu blieb. Dort feierte er auch seine größten Erfolge als Gesangskomiker und 1. Jugendlicher. 1896/97 wirkte er am Carltheater und anschließend zwei Jahre am Deutschen Volkstheater in Wien. Daneben führten ihn Gastspiele an alle anderen bedeutenden Bühnen von Wien, aber auch nach Deutschland (Berlin, Hamburg, Dresden).
Eine seiner bekanntesten Rollen war der Valentin in Raimunds Verschwender mit seiner Interpretation des Hobelliedes (der bekanntesten Nummer der Bühnenmusik von Conradin Kreutzer).
Zu Beginn des Ersten Weltkriegs zog sich Girardi von der Bühne zurück und kehrte in seine Heimatstadt Graz zurück. Zwei Monate vor seinem Tod 1918 erhielt er nochmals einen Ruf an das Wiener Burgtheater, wo er die Rolle des Fortunatus Wurzel in Raimunds Der Bauer als Millionär verkörperte.
Girardi war auch für seine Interpretation der Wienerlieder von Alexander Krakauer bekannt.

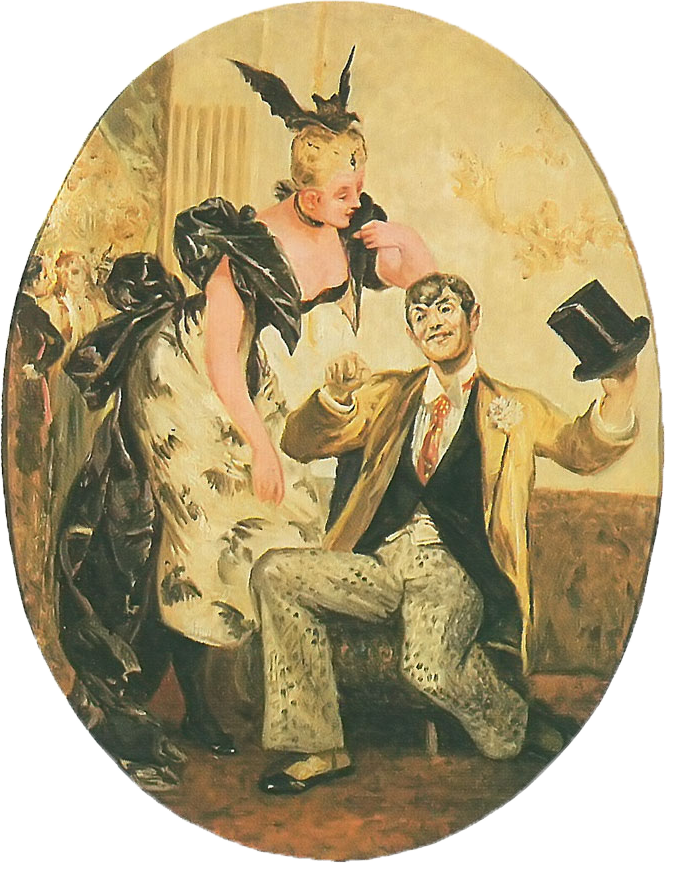
Marie Geistinger und Alexander Girardi, 1894

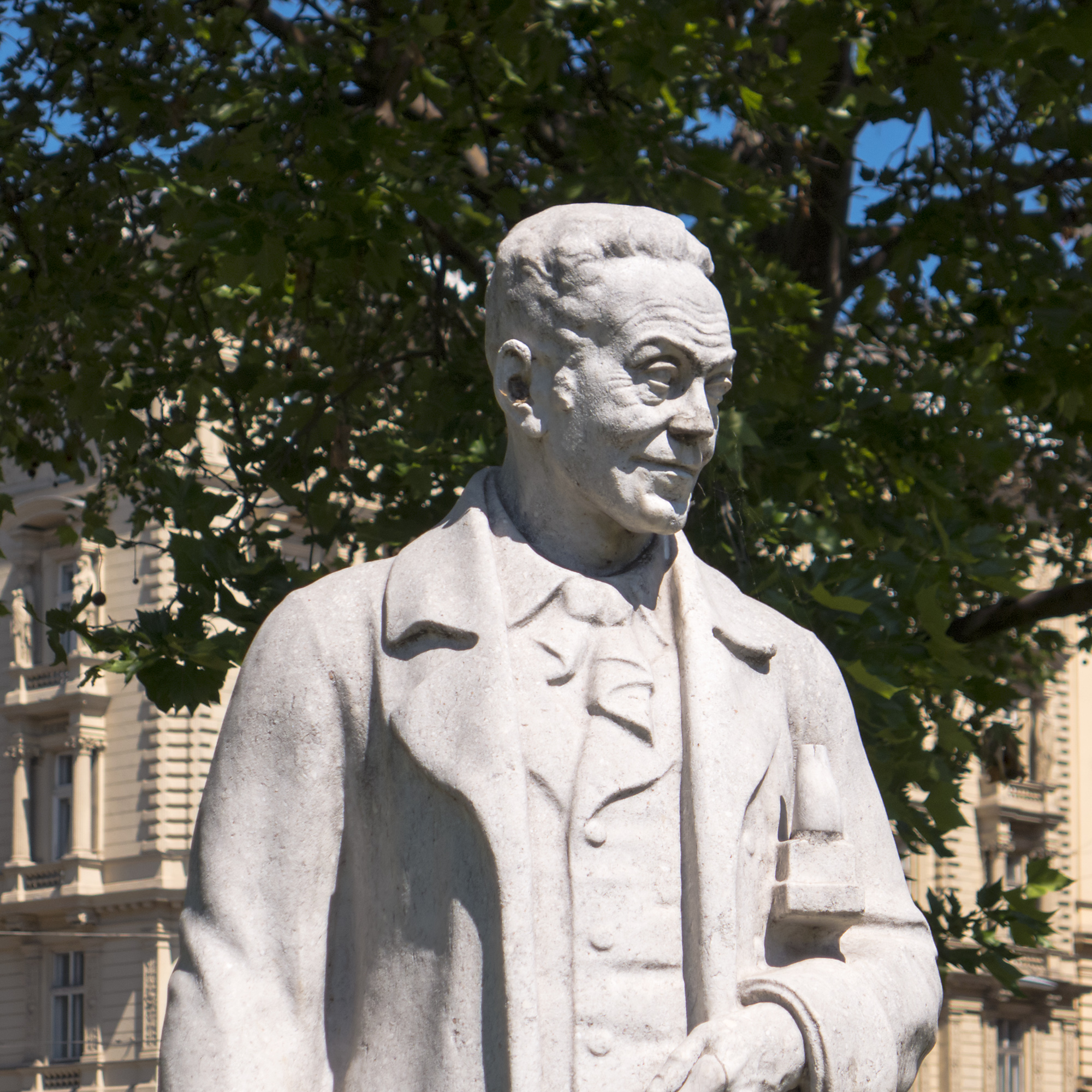
Girardidenkmal im Esperantopark und Girardipark am Karlsplatz in Wien, Girardi in der Rolle des Valentin, gestaltet von Otto Hofner

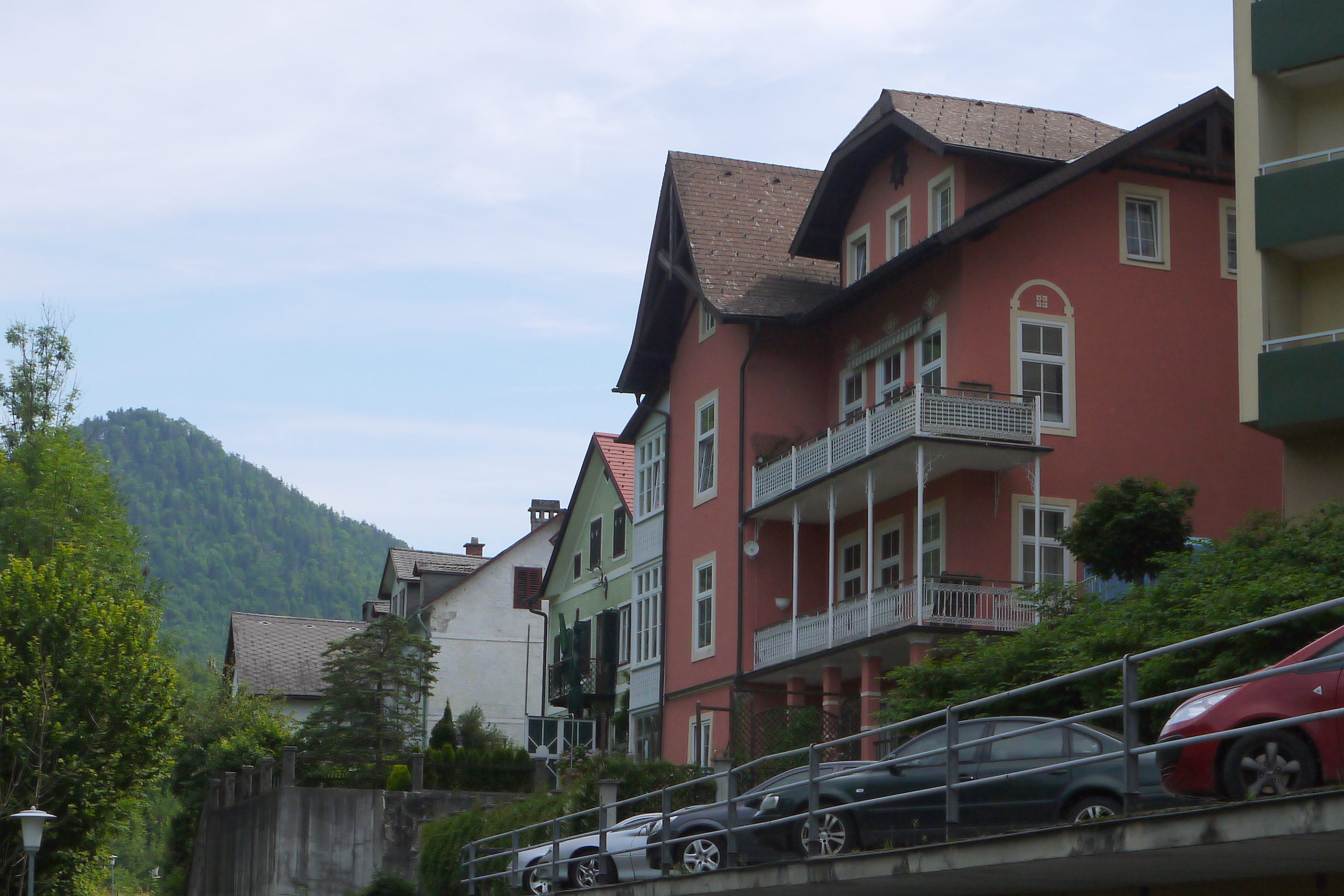
Villa von Girardi in Bad Ischl

Im Alter von 67 Jahren starb Alexander Girardi am 20. April 1918 im Sanatorium Löw in Wien. Er ruht auf dem Wiener Zentralfriedhof (33E-9-16) in einem ehrenhalber gewidmeten Grab.

## Wirken
Girardi galt vor allem als Repräsentant des leichten Faches. Er setzte als Schauspieler die Tradition von Ferdinand Raimund und als Dichter Johann Nestroy in der Rolle des Komikers fort. Aber auch zahlreichen Operetten prägte er seinen Stempel auf, wodurch er wohl wesentlichen Anteil am Erfolg der „Goldenen Zeit der Wiener Operette“ hatte. Von seiner Rolle als Kálmán Zsupán im Zigeunerbaron existiert eine Grammophon-Aufnahme mehr als 15 Jahre nach der Premiere.
Auf Alexander Girardi geht auch die Neurologie-Reform unter Kaiser Franz Joseph zurück. Seine Frau Helene Odilon wollte ihn entmündigen lassen und der Arzt Josef Hoffmann (Arzt des Theaters an der Wien) stellte auf ihr Betreiben ein Attest aus, in dem er Girardi für geisteskrank erklärte. Im letzten Moment erfuhr Girardi von dieser Aktion und floh zu Katharina Schratt. Auf ihr Betreiben und das Einschalten des Burgtheaterarztes Staniek und des Gerichtspsychiaters Hinterstoißer wurde Girardi für „geistesgesund“ erklärt. Nach einer anderen Darstellung dieses Ereignisses wurde Girardi vom berühmten Psychiater Julius Wagner-Jauregg kurzfristig ohne Untersuchung in die Grazer Nervenheilanstalt eingewiesen. Girardis Ehefrau Helene hatte vor, den Schauspieler entmündigen zu lassen, und nutzte dazu ihre Kontakte zu Wagner-Jauregg. Der Schauspielerin Katharina Schratt, bekanntermaßen die „Freundin“ des Kaisers, gelang es durch ihre gesellschaftlichen Verbindungen, Girardi wieder aus der Heilanstalt herauszuholen.

## Geburtshaus
Das Geburtshaus in der Leonhardstraße in Graz wurde zwar unter Denkmalschutz gestellt, der private Eigentümer Otto Roiss konnte sich mit dem Denkmalamt aber nicht auf eine Renovierung einigen und ließ es zunehmend verfallen. In Folge kam es 2020 zu einer Abrisserlaubnis der Baubehörde. Es formierte sich die Bürgerinitiative „Rettet das Girardi-Haus“, die mit Unterstützung bekannter Kulturgrößen wie Michael Heltau die Renovierung und Umwandlung zu einem Kulturzentrum samt Konzertsaal forderte. Eine zumindest vorläufige Lösung kam im Dezember 2020, als der Grazer Bürgermeister verkündete, das Haus mit Baurechtsvertrag für die Stadt zu übernehmen. Die Laufzeit des Vertrags beträgt 35 Jahre, der monatliche Zins 5.000.– €. Das Haus sollte dabei mit Stand 2020 um 1,5 Millionen Euro saniert werden und ein Girardi-Museum sowie ein Kaffeehaus beherbergen. Kritik wurde von den Oppositionsparteien geäußert, die es kritisch einstuften, dass der private Eigentümer nach Ablauf der Zeit ein topp saniertes Haus zurückbekäme. Mit Stand März 2023 soll das Gebäude um 2,4 Millionen Euro saniert werden und eine Konzert- und Theaterbühne für die Universität für Musik und darstellende Kunst Graz erhalten, das Eröffnungskonzert ist für Oktober 2024 geplant.

## Legendäres
Unter dem Titel Der Komödiant von Wien verfilmte Karl Paryla 1954 Girardis Leben. Mit viel Herzblut gelang es ihm, dem Komödianten und Schauspieler ein filmisches Denkmal zu setzen.
Auf Girardi selbst soll der nach ihm benannte Rostbraten zurückgehen: Da Girardi als Gemüseliebhaber bekannt war, soll eines Tages die Schauspielerin Katharina Schratt versucht haben, die Vorlieben ihrer beiden Gäste Girardi und Kaiser Franz Joseph I., der Rindfleisch bevorzugte, „unter einen Hut zu bringen“. Sie wies die Köchin an, das Rindfleisch mit Gemüse zu bedecken, sodass vom Fleisch nichts mehr zu sehen war – der Girardi-Rostbraten war erfunden.
Girardi sorgte auch für die Popularität eines flachen Strohhuts mit gerader Krempe, den er mit Vorliebe trug. Dieser Hut wurde später unter der Bezeichnung „Girardi-Hut“ bekannt.
Die Girardigasse in Wien-Mariahilf (6. Bezirk), die Girardigasse in Graz, die Alexander-Girardi-Straße in Salzburg sowie die Alexander-Girardi-Straße in Bad Ischl sind nach ihm benannt. 1929 schuf Otto Hofner das Girardi-Denkmal im Girardipark in Wien. In Cortina d’Ampezzo gibt es zu seinen Ehren die Alexander Girardi Hall.
In den philosophischen Geschichten Ernst Blochs, unter dem Titel „Spuren“ – 1930 erstmals veröffentlicht – findet sich eine Geschichte, in der Bloch Girardi zum Protagonisten macht. Sie heißt „Spuk, dumm und aufgebessert“, Ffm 1985, S. 78 f.

## Filmografie
- 1908: Fiakerlied
- 1913: Der Millionenonkel

## Rezeption und Nachleben
- Der Fall Alexander Girardi, Theaterstück von Nici Neiss, UA April 2018 im Theater Freie Bühne Wieden, Wien[9]
- Der Liebling von Wien, Operette von Eugen Schaub und Hugo Ettlinger, Musik von Franz Saase, UA 20. Juni 1954 Gerhart-Hauptmann-Theater Görlitz[10]